# Ломжански окръг
Ломжански окръг (на полски: Powiat łomżyński) е окръг в Подляско войводство, Североизточна Полша. Заема площ от 1354,59 km2.
Административен център е град Ломжа.

## География
Окръгът се намира в историческата област Мазовия. Разположен е в западната част на войводството.

## Население
Населението на окръга възлиза на 52 181 души (2012 г.). Гъстотата е 39 души/км2.

## Административно деление
Административно окръгът е разделен на 9 общини.
Градско-селски общини:
- Община Йедвабне
- Община Новогрод

Селски общини:
- Община Визна
- Община Збойна
- Община Ломжа
- Община Мястково
- Община Пшитули
- Община Пьонтница
- Община Шнядово

## Фотогалерия
- Йедвабне
- Новогрод